# Delavan, Illinois
Delavan är en ort i Tazewell County i Illinois. Vid 2010 års folkräkning hade Delavan 1 689 invånare.